# 拟山雀锥嘴雀属
拟山雀锥嘴雀属（学名：Xenodacnis）是唐纳雀科下的一个属。

## 下属物种
本属包括以下物种：
- 拟山雀锥嘴雀 Xenodacnis parina Cabanis, 1873
- Xenodacnis petersi Bond & Meyer de Schauensee, 1939